# Ain Adden
Ain Adden ou Aïn Adden (em árabe: عين عدان) é uma comuna localizada na província de Sidi Bel Abbès, Argélia. De acordo com o censo de 2008, a população total da cidade era de 2 886 habitantes.